# کیریل گابوریچی
کیریل گابوریچی (انگلیسی: Chiril Gaburici؛ زادهٔ ۲۳ نوامبر ۱۹۷۶) یک سیاست‌مدار اهل مولداوی است. وی از فوریه تا ژوئن ۲۰۱۵ نخست‌وزیر این کشور بود.